# 江差郵便局
江差郵便局（えさしゆうびんきょく）は北海道檜山郡江差町にある郵便局。民営化前の分類では集配普通郵便局であった。

## 概要
住所：〒043-8799 北海道檜山郡江差町姥神町49-2

## 沿革
- 1872年11月1日（明治5年10月1日） - 江差郵便取扱所として開設。
- 1873年（明治6年）9月1日 - 江差郵便役所となる[1]。
- 1875年（明治8年）1月1日 - 江差郵便局（四等）となる。同年、江刺郵便局に改称。
- 1879年（明治12年） - 再び、江差郵便局に改称。
- 1880年（明治13年） - 為替取扱を開始。
- 1882年（明治15年） - 貯金取扱を開始。
- 1892年（明治25年）3月16日 - 江差郵便電信局となる。
- 1903年（明治36年）4月1日 - 通信官署官制の施行に伴い江差郵便局となる。
- 1952年（昭和27年）5月10日 - 風景入通信日付印の使用を開始[2]。
- 1967年（昭和42年）2月1日 - 電話通話および和文電報受付事務を開始。
- 1970年（昭和45年）11月 - 局舎新築落成。
- 1999年（平成11年） - 外国通貨の両替および旅行小切手の売買に関する業務取扱を開始。
- 2007年（平成19年）10月1日 - 民営化に伴い、併設された郵便事業江差支店に一部業務を移管。
- 2012年（平成24年）10月1日 - 日本郵便株式会社の発足に伴い、郵便事業江差支店を江差郵便局に統合。

## 取扱内容
- 郵便、印紙、ゆうパック、内容証明
- 貯金、為替、振替、振込、国際送金、外貨両替・トラベラーズチェック、国債、投資信託
- 生命保険、バイク自賠責保険、自動車保険
- 宝くじの販売
- ゆうちょ銀行ATM
- 檜山郡江差町内の集配業務
- ゆうゆう窓口

## 周辺
- 江差町役場
- 姥神大神宮
- 国道228号
- 江差港

## アクセス
- 函館バス 中歌町停留所もしくは姥神町フェリー前停留所下車
- 駐車場あり：10台